# وايلد بيل هيكمان
وايلد بيل هيكمان هو سياسي أمريكي، ولد في 16 أبريل 1815، وتوفي في 21 أغسطس 1883.